# Burning Bridges (Arch Enemy)
Burning bridges (1999) is het derde album van de Zweedse deathmetalband Arch Enemy.

## Inhoud
1. The Immortal
2. Dead Inside
3. Pilgrim
4. Silverwing
5. Demonic Science
6. Seed Of Hate
7. Angelclaw
8. Burning Bridges
9. Diva Satanica
10. Hydra (bonustrack, instrumental)
11. Scream Of Anger (Japan Bonus)
12. Fields Of Desolation '99 (Japan Bonus)